# Palacio Heijō

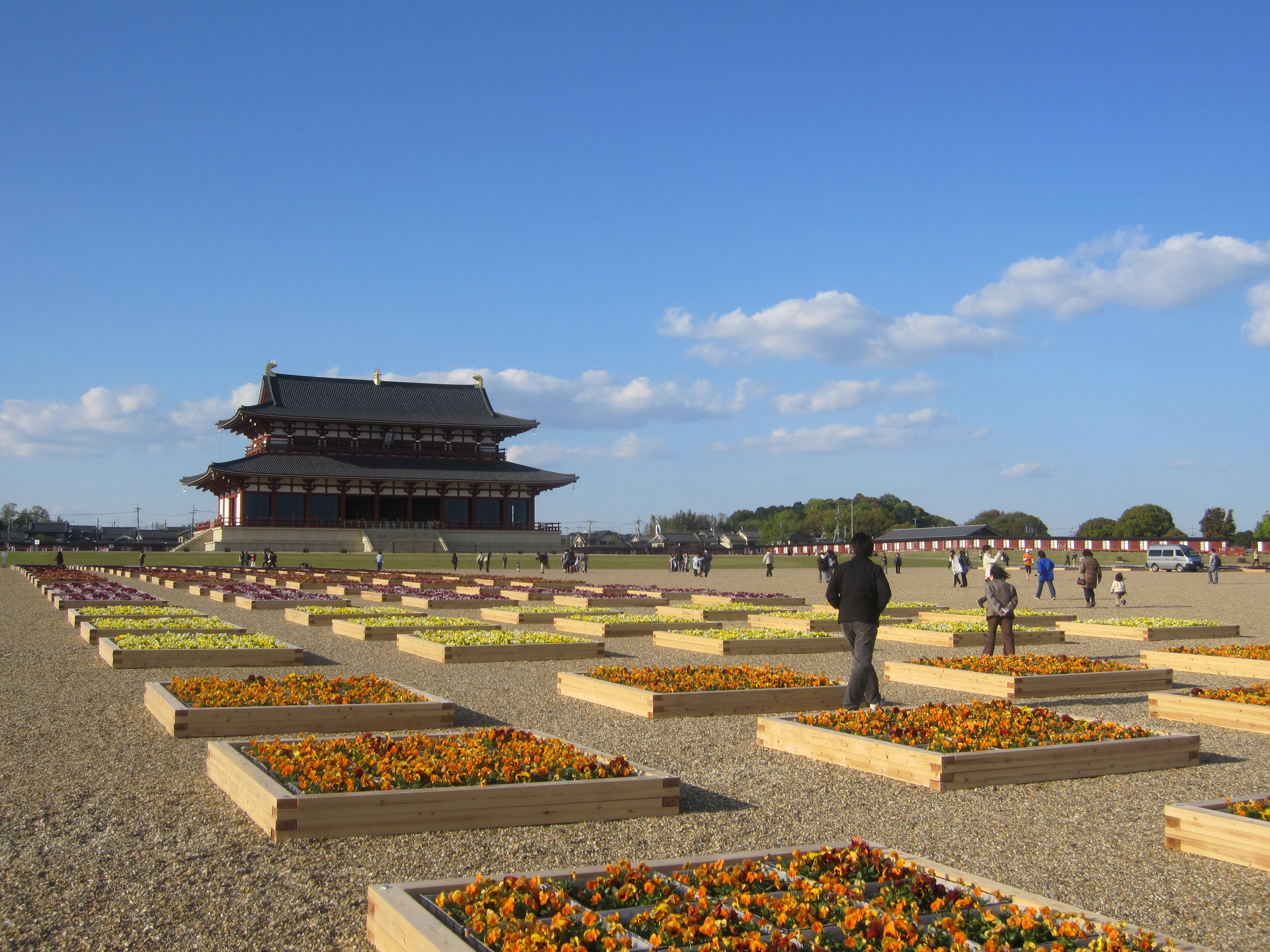
Patio frontal del primer Daigokuden.

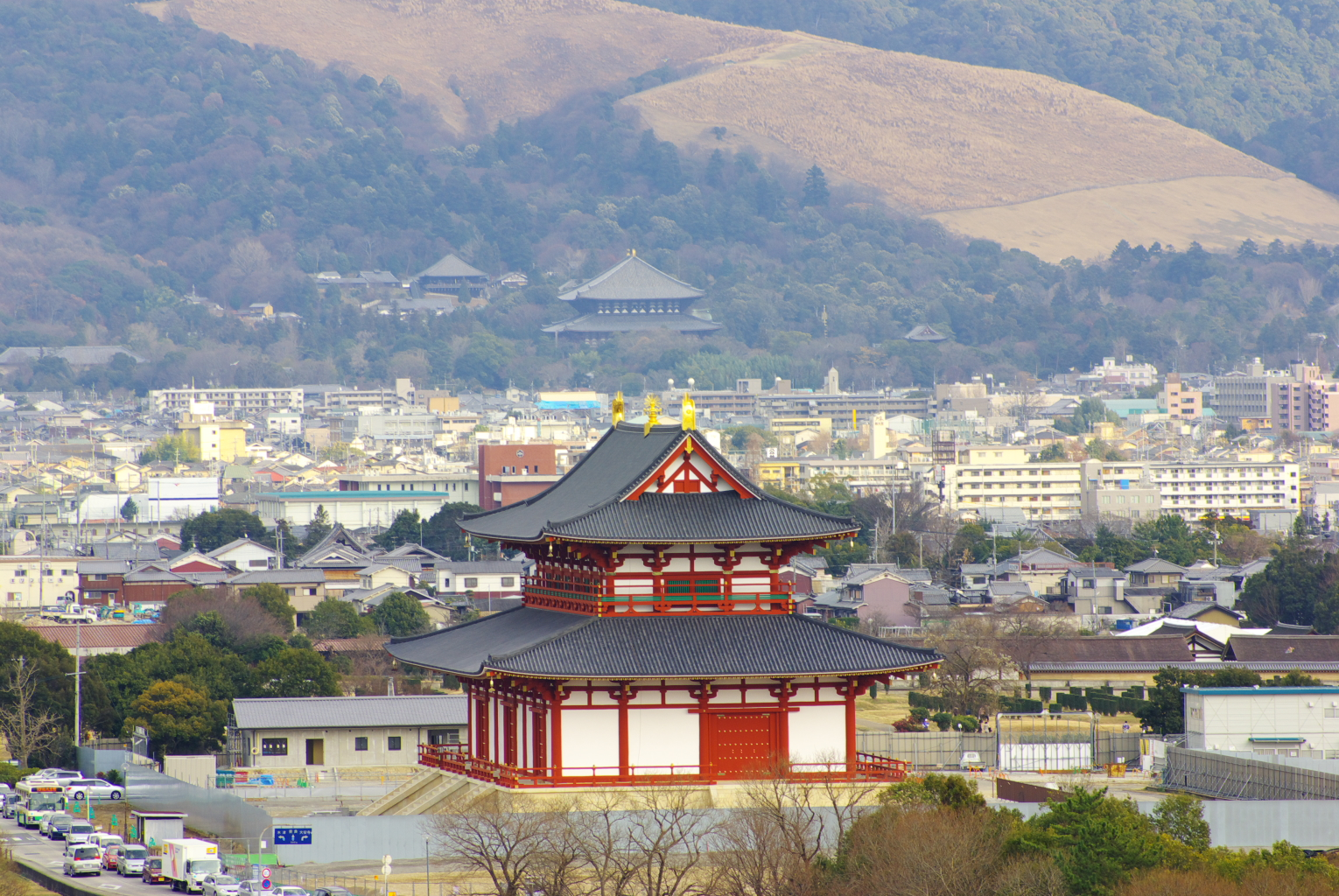
El reconstruido primer Daigokuden (centro).
Todai-ji Daibutuden y Wakakusayama pueden verse detrás (enero de 2010).

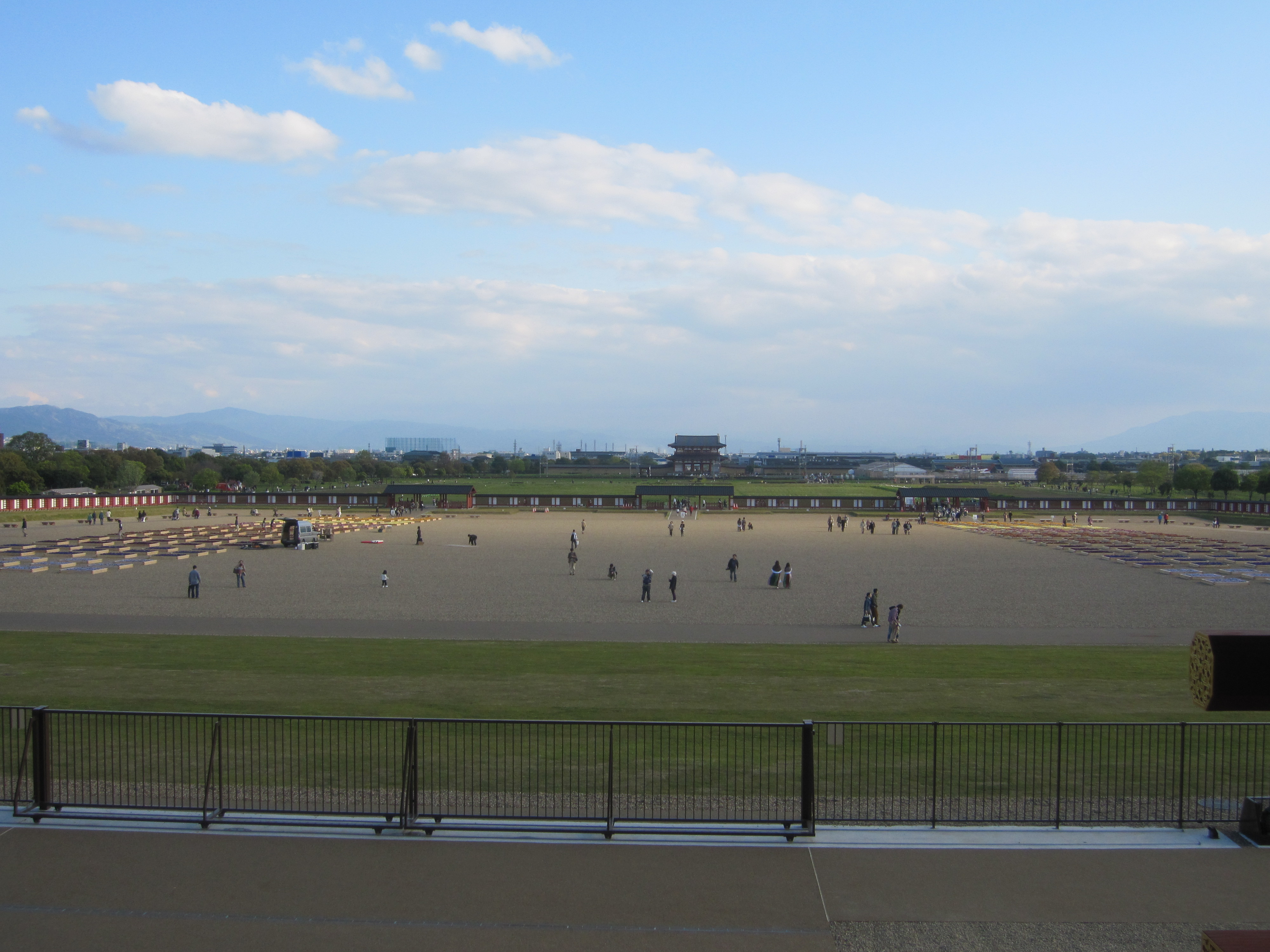
Restos del Palacio Heijō.

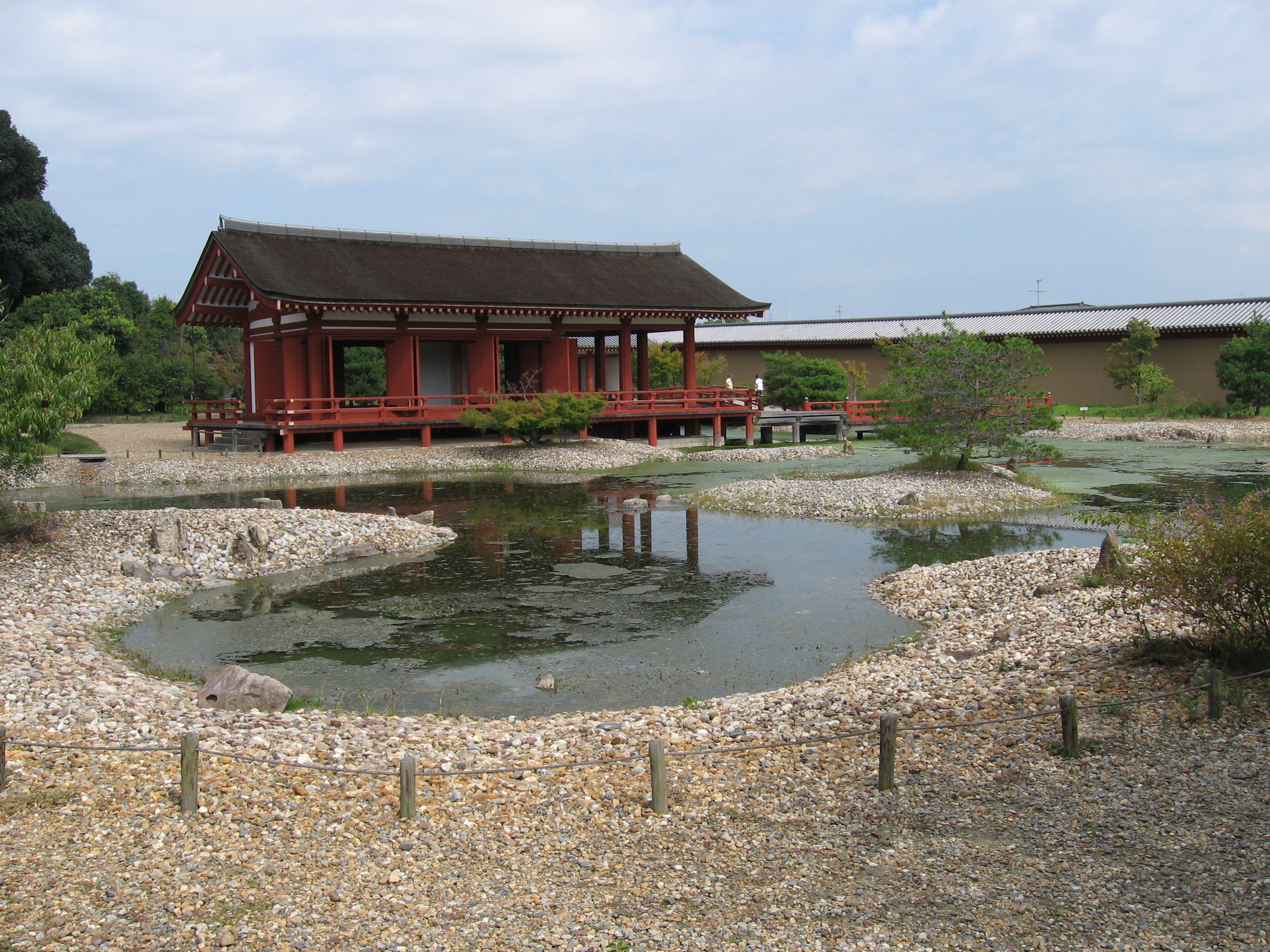
El reconstruido jardín Tōin Teien.

El Palacio Heijō (平城宮 Heijō-kyū?) en Nara, era el Palacio Imperial de Japón (710-784 d. C.), durante la mayor parte del período Nara. El palacio estaba localizado en el extremo norte de la ciudad capital, Heijō-kyō. Los restos del palacio y el área circundante, junto a otros edificios, están declarados por la Unesco como Patrimonio de la Humanidad como parte de los "Monumentos históricos de la antigua Nara".

## Historia
Después de la sucesión de la Emperatriz Genmei al Trono Imperial en 707, se discutió mucho sobre la transferencia del palacio. Un año después, se emitió un edicto para el traslado a Nara. En 710, la nueva capital es nombrada oficialmente, pero la finalización del palacio tuvo que esperar.
La ciudad y los jardines del palacio, se inspiraron principalmente en Chang'an (actualmente Xian), la capital de China durante la dinastía Tang, que fue contemporánea a la época en que Nara fue capital de Japón. Chang'an a su vez, al igual que muchas antiguas ciudades de Asia oriental, se construyó sobre la base de un complejo sistema de creencias y leyes de la geomancia. Estas dictaban la red de calles, así como la necesidad de santuarios o templos para la protección espiritual que debían situar en determinados puntos cardinales alrededor de la ciudad.
De acuerdo con este sistema, el Palacio se colocó en el extremo norte, en una línea se extendía desde la calle Suzaku, la calle principal que corre de norte a sur a través del centro de la ciudad. La calle terminaba en la Suzaku-mon, descrita anteriormente, y el resto de los edificios del palacio se colocaron más allá al norte de esta puerta. Los edificios principales del complejo del palacio fueron el Daigoku-den, donde se llevaban a cabo los asuntos de gobierno, el Chōdō-in donde se llevaban a cabo ceremonias formales, el Dairi, residencia del emperador, y oficinas para diversos organismos de la Administración. Los cimientos o huellas de estos edificios todavía son visibles en el sitio.
Cuando la capital fue trasladada a Heian-Kyo (ahora llamada Kioto), el Palacio Imperial de Nara fue simplemente abandonado. Durante los siglos siguientes, los estragos del tiempo y los elementos fueron destruyendo los edificios lentamente, hasta que a principios del Período Kamakura en las postrimerías del siglo XII no había prácticamente nada sobre la tierra. Sin embargo, las secciones que yacían bajo tierra se han conservado y descubierto de nuevo por los arqueólogos modernos.

## Sitio histórico especial y Patrimonio de la Humanidad
Cuando el sitio fue designado Sitio Histórico Especial de la Agencia de Asuntos Culturales en 1952, los esfuerzos arqueológicos encabezados por el Instituto Nacional de Investigación de Bienes Culturales, tales como excavaciones, continuaron desde 1959. El Suzaku-mon y el Jardín Tou-in fueron restaurados y abiertos al público en 1998. En ese año fue incluido en la declaración de la Unesco como Patrimonio de la Humanidad con la denominación de Monumentos históricos de la antigua Nara.

## Actos conmemorativos del 1300 aniversario
El Palacio Heijō es el sitio principal de los eventos conmemorativos del 1300 aniversario de la capitalidad de Nara (en japonés: 平城遷都1300年祭) en 2010, y el Primer Daigokuden (第一次大極殿) han sido restaurados. En los actos conmemorativos del 1300 aniversario, una variedad de eventos se llevaron a cabo a lo largo de la prefectura de Nara desde el 24 de abril al 7 de noviembre de 2010.

## Transporte
Se llega en 15 o 20 minutos andando desde la estación de Yamato-Saidaiji al Palacio Heijō. Entre mayo y agosto de 2010, un autobús lanzadera gratuito une la estación de Yamato-Saidaiji con la JR Nara Station y el Palacio Heijō cada 10 o 15 minutos.

## Galería de imágenes
Palacio Heijō

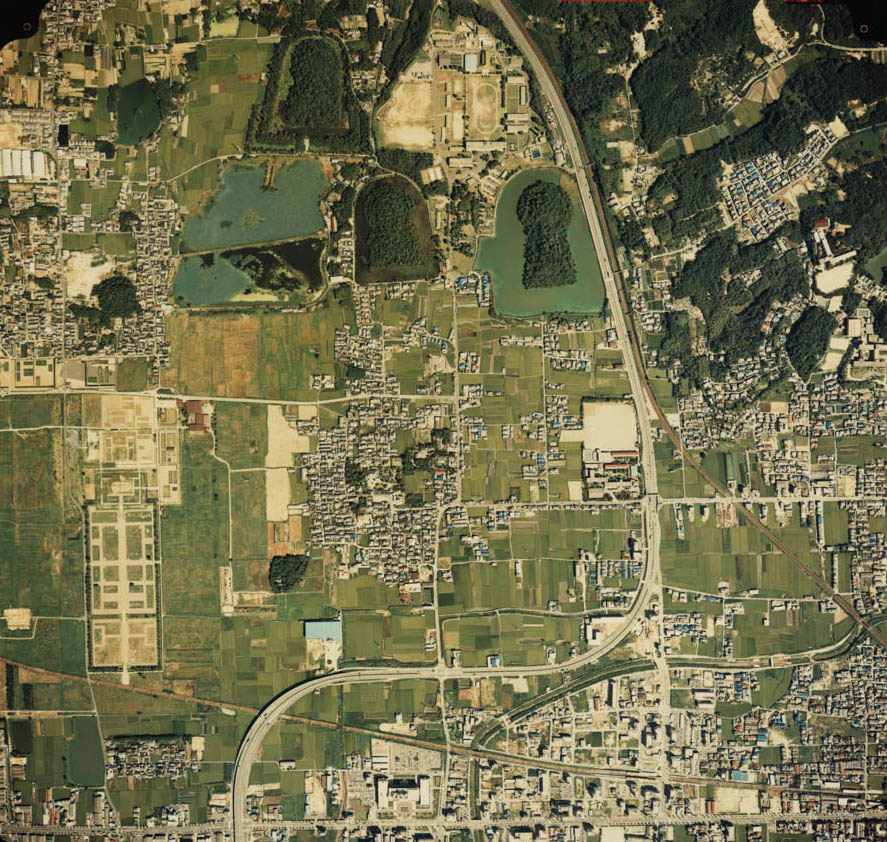
Vista aérea
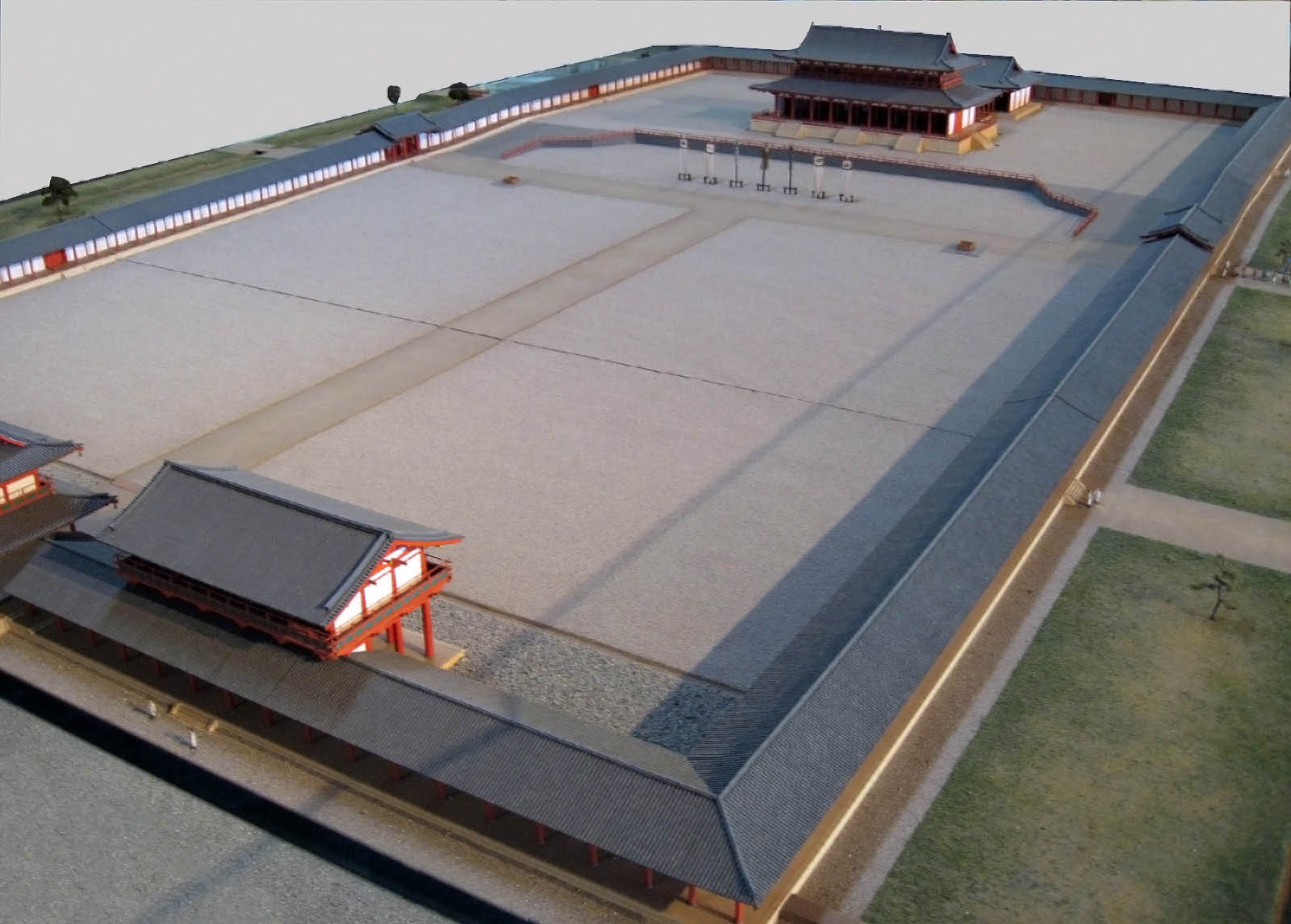
Modelo miniatura del Palacio Heijo
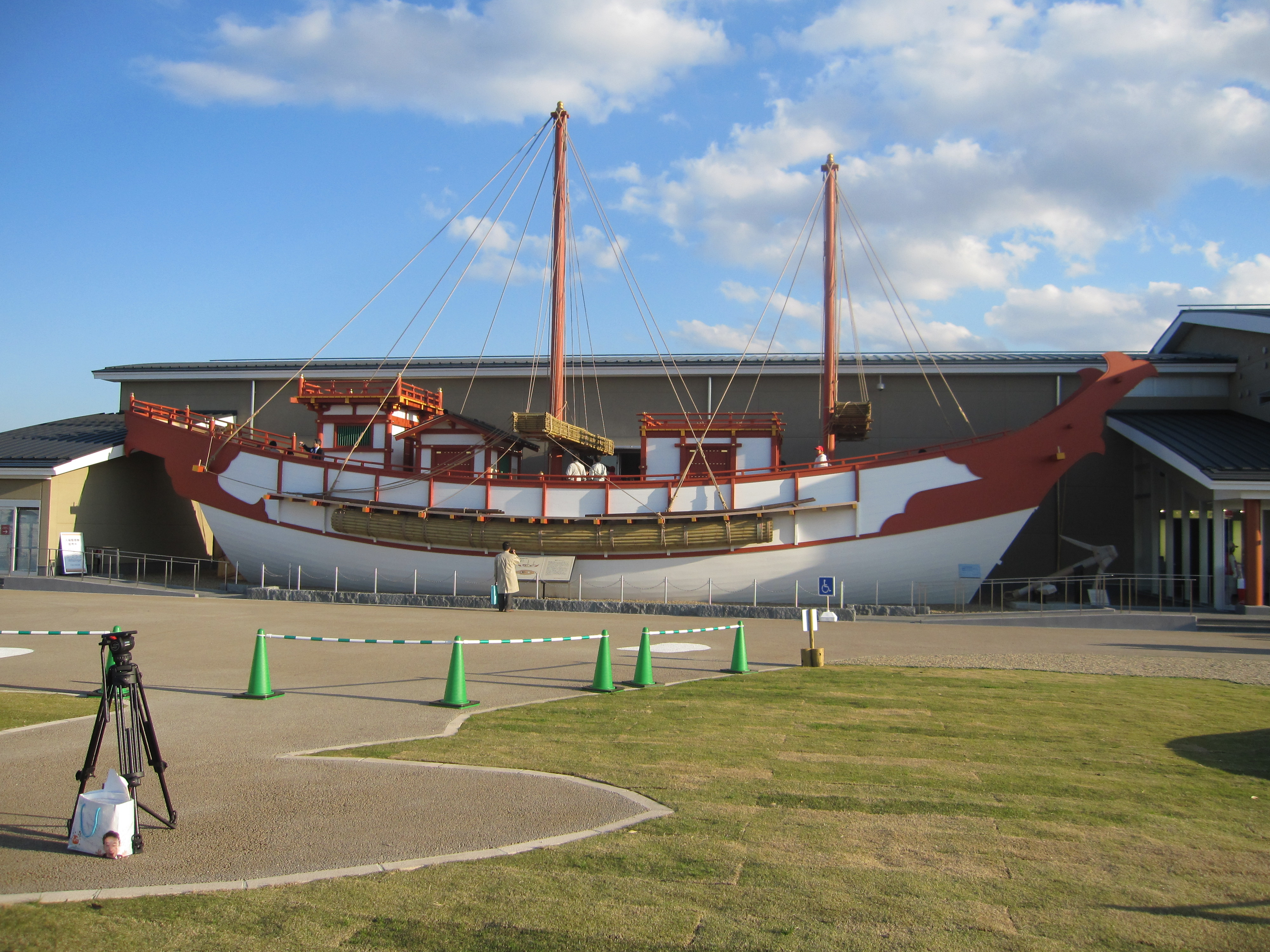
Réplica a escala de barco diplomático japonés
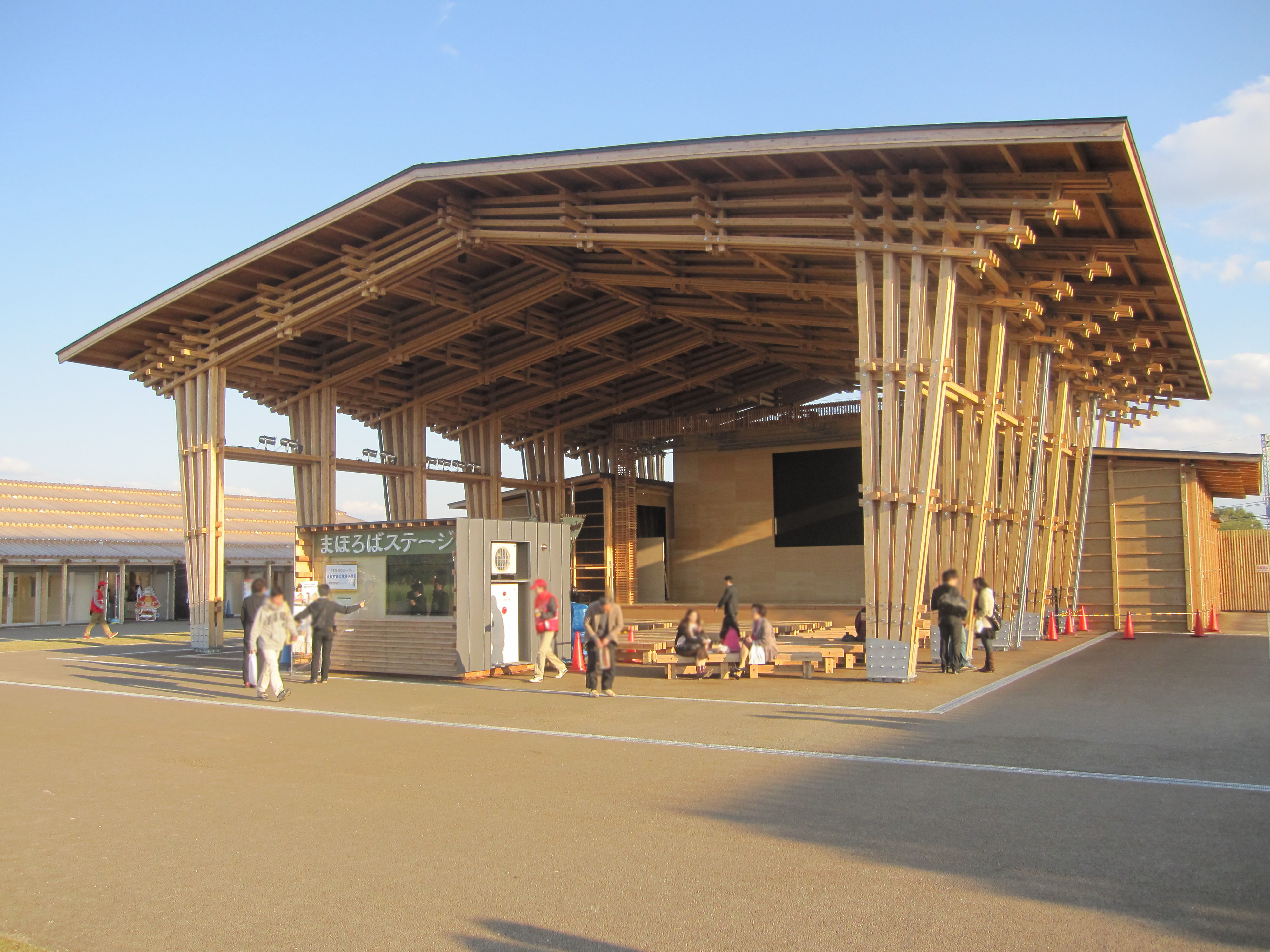